# 호흡곤란

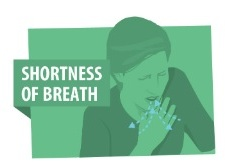

호흡곤란(呼吸困難, dyspnea) 또는 호흡장애(呼吸障礙)는 숨쉬기 어려운 느낌을 말한다.
이로 인한 느낌으로는 가슴조임, 공기 기아(산소가 충분하지 않은 것 같은 느낌)를 포함한다.
평소에는 숨을 쉬려고 노력하는 것이 일반적인 증상이지만 예기치 않은 상황에서 발생할 경우 걷잡을 수 없게 된다. 사례 중 85%가 천식, 폐렴, 국소빈혈, 간질성 폐질환, 심부전, 만성 폐쇄성 폐질환, 공황 장애, 불안으로 인한 것이다.

## 같이 보기
- 기관지 경련